# Consejo Nacional de Mujeres Judías
El Consejo Nacional de Mujeres Judías (en inglés: National Council of Jewish Women, en hebreo: המועצה הלאומית של נשים יהודיות‎, NCJW) es una organización de mujeres activistas judías en defensa de sus ideales. Inspirada en los valores tradicionales del pueblo judío, la NCJW defendió la justicia social desde la perspectiva de género y la mejora de la calidad de vida de las mujeres, los niños y las familias en los Estados Unidos e Israel. 

## Introducción
Fundada en 1893, el Consejo Nacional de Mujeres Judías es la más antigua de las organizaciones judías de mujeres en los Estados Unidos. En la actualidad, la NCJW cuenta con 90.000 miembros repartidos por todo el país. Hay sesenta y dos secciones en veinte estados del país. Impulsada por los valores judíos, la organización trabaja con la comunidad judía y el público en general, para salvaguardar los derechos y libertades de las personas judías en todo el Mundo. Estos objetivos se llevan a cabo a través de programas integrales de investigación, educación y servicio a la comunidad, poniendo especial énfasis en la defensa de las mujeres y los niños judíos. Algunas de las preocupaciones actuales de la NCJW se centran en los derechos reproductivos de la mujer, la igualdad en términos de remuneración económica, la violencia de género y el acoso sexual. La organización tiene su sede central en Washington D. C., en los Estados Unidos de América.

## Historia
En el año 1893, se le pidió a Hannah G. Solomon, de Chicago, que organizara la participación de las mujeres judías en la Exposición Mundial Colombina, cuando Solomon y algunas otras voluntarias descubrieron que la participación era meramente simbólica, pues consistía solamente en servir café y en otras tareas, abandonaron la organización. Solomon y las demás voluntarias pensaban que las mujeres judías estaban reprimidas en los actos sociales por los propios hombres judíos, por lo que se organizaron en distintas reuniones y buscaron formar una organización que fortaleciera la conexión de las mujeres con el judaísmo y se basaron en esa identidad para perseguir una amplia agenda de avances en materia de justicia social, esa agenda progresista incluía defender los derechos de las mujeres judías y los niños judíos, ayudar a los inmigrantes judíos y promover el bienestar social, así como defender a los judíos y al judaísmo, promoviendo la identidad judía y los valores judíos. Según Faith Rogow, autora de Gone to Another Meeting: The National Council of Jewish Women (1893-1993), 

La NCJW fue el fruto del éxito económico y social logrado por los inmigrantes judíos alemanes en los Estados Unidos. Cuando esta comunidad de judíos alemanes maduró y se estabilizó, se enfrentó al mismo desafío de definir los roles de género que habían acompañado a la Democracia jacksoniana medio siglo antes.
Rogow 1995: 2.

Al principio, la NCJW estaba centrada en la educación de las mujeres judías que habían perdido la identidad judía y en ayudar a los inmigrantes judíos para que fueran autosuficientes en su nueva tierra. Las actividades incluían la promoción de la educación y el empleo para las mujeres adultas, a través de los círculos de estudio, la formación profesional, los programas escolares, y los centros de salud de la comunidad judía. La NCJW fue parte de un esfuerzo más amplio de la clase media y alta de las mujeres judías para ayudar a aquellos judíos menos favorecidos, trabajando estrecha y conjuntamente con el movimiento representado por la Hull House de Jane Addams en Chicago, su trabajo ayudó a crear la moderna profesión de trabajo social. La NCJW también comenzó una campaña para que se aprovara una legislación sobre vivienda social para personas con bajos ingresos, se aboliera la explotación infantil, se promoviera la salud pública, se aprobaran regulaciones sobre alimentos y fármacos, y apoyaron al movimiento de los derechos civiles y políticos. 
En 1908 la NCJW abogó por la aprobación de una ley federal contra los linchamientos. La NCJW apoyó y promovió la paz mundial. Durante la Primera Guerra Mundial, la NCJW recaudó fondos para las víctimas de la guerra en Europa y Rusia, y ayudó a lograr la aprobación de la Decimonovena Enmienda a la Constitución de los Estados Unidos que reconoce el derecho al sufragio femenino.
Desde su fundación, la NCJW ha luchado por el acceso al aborto y en la década de 1920 ayudó a fundar las primeras diez clínicas de control de la natalidad en los Estados Unidos que luego se convirtieron en los centros de salud de la organización proabortista Planned Parenthood. 
Cuando la Gran Depresión comenzó, la NCJW participó en los programas del Gobierno federal de los Estados Unidos para socorrer y ayudar a los desempleados a encontrar trabajo, mientras continuaba con sus esfuerzos legislativos para aprobar una legislación más justa en materia de justicia social. Durante la década de 1940, la NCJW pidió el fin de la segregación y la discriminación racial. Durante la Segunda Guerra Mundial, la NCJW participó en el rescate de niños judíos de Alemania y trabajó para reunir a miles de personas desplazadas con los miembros de su familia, y participó en una amplia gama de otros esfuerzos de socorro para los judíos europeos. Después de la guerra, la NCJW luchó para preservar las libertades civiles durante la era del Macartismo y ayudó a desarrollar el innovador programa "Meals on Wheels" para los ancianos y fue pionera con el cuerpo de servicio para las personas mayores, para ayudar a las personas mayores a llevar una vida productiva como voluntarios. En la década de 1960, la organización participó en los programas de lucha contra la pobreza y en el movimiento de los derechos civiles. La NCJW renovó su compromiso con los derechos de las mujeres judías en los años sesenta y setenta del siglo XX. La organización enfoca su energía en mejorar el destino de las mujeres judías y los niños judíos, la NCJW promueve los programas de cuidado infantil y las políticas favorables a la familia que podrían beneficiar a los niños judíos y a las madres judías, y ha luchado por los derechos reproductivos de las mujeres judías. 
En la década de 1970, la NCJW oficialmente publicó una serie de documentos como; "Windows in Daycare", la primera encuesta a nivel nacional sobre las instalaciones y los servicios en las guarderías; "Kids without Justice", un estudio sobre el trabajo del Departamento de Justicia de los Estados Unidos con niños en régimen de acogimiento familiar, e "Innocent Victims", un completo manual sobre la prevención y detección del maltrato infantil.
En consonancia con su participación en la discusión pública sobre los derechos de las mujeres, la NCJW fue crítica con respecto a lo acontecido en la conferencia del año de la mujer, celebrada en la Ciudad de México en 1975. En dicho evento, los países árabes, con el apoyo del Bloque del Este y del Movimiento de Países No Alineados, impulsaron una discusión y afirmaron que el sionismo es una forma de racismo, ello hizo posible la aprobación de la resolución 3379 por parte de la Asamblea General de la ONU, la resolución tenía un carácter no vinculante, y equiparaba al sionismo israelí con el apartheid sudafricano, la resolución fue aprobada por (72 votos a favor, 35 votos en contra y 32 abstenciones), a consecuencia de ello, la NCJW participó en un boicot de las organizaciones judías estadounidenses contra México. Esther R. Landa, presidenta del consejo anunció la cancelación de sus viajes a México como resultado de una votación efectuada el 10 de noviembre de aquel mismo año. Landa afirmó que "la postura de México es contraria a los principios fundacionales de la NCJW".
La NCJW, en sus principios fundacionales apoya la separación entre la iglesia y el estado, sin embargo, mantiene su apoyo al estado sionista de Israel.

## Entrevistas en formato de audio
La Universidad de Pittsburgh alberga y ha puesto a disposición del público una colección de entrevistas en formato de audio producidas por la NCJW, más de cien entrevistas de audio producidas por el capítulo de Pittsburgh de la NCJW están disponibles en línea. 
Los entrevistados describen sus interacciones y afiliaciones con eventos históricos como la emigración, eventos en la sinagoga, actividades profesionales y otros temas.
Estas entrevistas también incluyen información sobre acontecimientos de la vida personal, episodios de discriminación contra judíos, traslados de Europa a Estados Unidos y encuentros con Enrico Caruso, Robert Oppenheimer, Jonas Salk y otras figuras históricas.
Otros que fueron entrevistados vinieron a Estados Unidos pero nacieron en otro lugar. Judíos de Austria, Brasil, Cuba, Haití, Hungría, India, Israel, Corea del Sur, Polonia y otros países describen sus experiencias.

## Relación de la NCJW con el Estado de Israel
La NCJW ha participado durante mucho tiempo en la promoción del bienestar de Israel. Comenzando con su programa Ship-a-Box para enviar juguetes, libros y materiales educativos a jóvenes sobrevivientes del Holocausto y a generaciones de niños israelíes, la NCJW ha iniciado una larga colaboración diseñada para mejorar las vidas de las mujeres judías y los niños judíos en Eretz Israel.
La NCJW financió el departamento de educación de la Universidad Hebrea de Jerusalén para la formación de docentes y, finalmente, estableció el Instituto de Investigación para la Innovación en la Educación en la Universidad Hebrea.
El instituto ayuda a niños en riesgo de todos los segmentos de la sociedad israelí, incluidos hasta 40 proyectos en curso cada año en educación infantil, integración escolar, educación vocacional, absorción de inmigrantes y educación intercultural.
Los programas principales incluyen HIPPY/Haetgar (instrucción en el hogar para niños en edad preescolar), Manof y Yachad.  El NCJW construyó la escuela secundaria de la Universidad Hebrea en Jerusalén.  Posteriormente, la NCJW lanzó un programa de subvenciones en Israel llamado Yad B'Yad: una iniciativa de la NCJW para fomentar el conocimiento y apoyar a las organizaciones de base que atienden a niños en riesgo y a sus familias en Israel.
La NCJW ayudó a lanzar el Foro de Estudios de la Mujer de la NCJW en la Universidad de Tel Aviv, que promueve la investigación y el análisis de los estudios feministas, y al mismo tiempo llega al público a través de seminarios de empoderamiento y servicios comunitarios. El Programa de Estudios sobre Mujeres y Género de la NCJW de la Universidad de Tel Aviv, es el primer programa de licenciatura de este tipo en Oriente Medio y proporciona un análisis interdisciplinario de cuestiones que afectan a las mujeres y a otras minorías. La NCJW ha ampliado su programa de subvenciones en Israel para incluir Women to Women: la Iniciativa de Empoderamiento de NCJW. Esta nueva corriente de financiación complementa el trabajo de Yad B'Yad al apoyar proyectos de empoderamiento de las mujeres que abordan los derechos y el bienestar de las mujeres en áreas como la economía, la política, la educación, la violencia doméstica y la justicia social.

## Campañas recientes y actuales de la NCJW
Las principales iniciativas de la NCJW incluyen: 
- Higher Ground: Es una campaña contra la violencia doméstica de la NCJW. "Higher Ground" es un esfuerzo nacional para poner fin a la violencia doméstica mejorando la situación económica de las mujeres. El programa está basado en el entendimiento de que la seguridad económica es fundamental para la seguridad de las mujeres, "Higher Ground" educa y moviliza a defensores, a los miembros de la comunidad y los tomadores de decisiones, para promover soluciones políticas progresistas que defiendan la autonomía económica de las mujeres.

- CourtsMatter: La campaña de nominaciones judiciales de la NCJW educa y moviliza a los miembros de la NCJW, la comunidad judía, amigos y aliados en todas partes, para promover un tribunal federal con jueces que sean diversos y representativos de sus respectivas comunidades, así como definidos por la organización como "justos, independientes y calificados". La NCJW ha apoyado a más de 100 nominados de la administración Biden, para los tribunales federales, incluida la nominación de Nicole Berner para el Tribunal de Apelaciones del Cuarto Circuito.

- El Plan A: Es la campaña de la NCJW por el acceso a los anticonceptivos. Educa y empodera a las personas para que aboguen por el acceso universal de las mujeres a los anticonceptivos, a la información y a los servicios de salud, a través de una combinación de iniciativas de educación y promoción a nivel comunitario, estatal y nacional, el Plan A tiene como objetivo asegurar y proteger el acceso de todos a la información anticonceptiva y a los servicios de salud, devolviendo a las personas el control de sus decisiones personales en materia de salud.

- Promote the Vote, es la iniciativa de la NCJW para proteger el voto, está diseñada para asegurar y salvaguardar el derecho a votar para todos, y a fomentar la participación en el proceso democrático a nivel comunitario, estatal y federal, con el objetivo de que todos los votantes elegibles puedan votar, y garantizar que cada voto sea contado en el recuento. La NCJW también trabaja con la organización no partidista "VoteRiders".

## Dirección
La NCJW es regida por un consejo de administración, una presidenta y un comité ejecutivo. La NCJW cuenta con una sede central en la ciudad de Nueva York y mantiene oficinas en Washington D. C. y en Israel. Las políticas y los acuerdos debatidos en las convenciones nacionales, son sometidos a votación por parte de los miembros de la organización, las convenciones nacionales actualmente se celebran cada tres años, pero antes de 1953 se celebraban cada dos años.

## Presidentas
El Consejo General de la organización ha sido presidido por:
- 1893–1905 Hannah G. Solomon
- 1905–1908 Pauline Rosenberg
- 1908–1913 Marion Misch
- 1913–1920 Janet Simons Harris
- 1920–1926 Rose Brenner
- 1926 Constance Sporborg
- 1926–1932 Ida W. Friend
- 1932–1938 Fannie Brin
- 1938–1943 Blanche Goldman
- 1943–1949 Mildred G. Welt
- 1949–1955 Katharine Engel
- 1955–1959 Gladys F. Cahn
- 1959–1963 Viola Hymes
- 1963–1967 Pearl Willen
- 1967–1971 Josephine Weiner
- 1971–1975 Eleanor Marvin
- 1875–1979 Esther R. Landa
- 1979–1983 Shirley I. Leviton
- 1983–1987 Barbara A. Mandel
- 1987–1990 Lenore Feldman
- 1990–1993 Joan Bronk
- 1993–1996 Susan Katz
- 1996–1999 Hon. Nan Rich
- 1999–2002 Jan Schneiderman
- 2002–2005 Marsha Atkind
- 2005–2008 Phyllis Snyder
- 2008–2011 Nancy Ratzan
- 2011–2014 Linda Slucker
- 2014–2017 Debbie Hoffmann
- 2017–2020 Beatrice Kahn

## Personas notables
- Fanny Rosenberger Adler
- Ella Kahn Alschuler
- Saide American
- Esther M. Andrews
- Lizzie T. Barbe
- Carrie Shevelson Benjamin
- Fanny Fligelman Brin
- Mary M. Cohen
- Nina Morais Cohen
- Julia I. Felsenthal
- Luba Robin Goldsmith
- Janet Harris (activist)
- Sara Hart (activist)
- Hattie Kahn
- Rebekah Bettelheim Kohut
- Minnie Dessau Louis
- Babette Mandel
- Louise Mannheimer
- Maud Nathan
- Seraphine Eppstein Pisko
- Bertha Rauh
- Cecilia Razovsky
- Nannie A. Reis
- Julia Richman
- Pauline Rosenberg
- Esther J. Ruskay
- Sara X. Schottenfels
- Flora Schwab
- Rosa Sonneschein
- Flora Spiegelberg
- Constance Sporborg
- Pauline Perlmutter Steinem
- Estelle M. Sternberger
- Rachel Hays Sulzberger
- Elsie K. Sulzberger

### Sitios web
- Sitio web oficial
- NCJW Centro de Acción

### Archivos y colecciones
- Guía para el Consejo Nacional de Mujeres Judías de la Colección en el Leo Baeck Institute
- Consejo nacional de Mujeres Judías, Indianápolis Sección de Archivos
- Consejo nacional de Mujeres Judías Registros en la Biblioteca del Congreso
- Una Guía para el Consejo Nacional de Mujeres Judías, San Antonio de la Sección, de la Universidad de Texas en San Antonio de las Bibliotecas (UTSA Bibliotecas - Colecciones Especiales
- Consejo nacional de Mujeres Judías, en Nueva York en el American Jewish Historical Society en Nueva York
- Consejo nacional de Mujeres Judías, Mayor de Minneapolis sección de registros en la parte Superior del medio oeste Judío Archivos, las Bibliotecas de la Universidad de Minnesota
- Consejo nacional de Mujeres Judías, San Pablo de la sección de registros en la parte Superior del medio oeste Judío Archivos, las Bibliotecas de la Universidad de Minnesota

- Datos: Q6971921